# Michel Lévêque
Michel Lévêque, né le 19 juillet 1933 à Alger (Algérie), est un diplomate français, élève du lycée Henri-IV à Paris, licencié en droit et breveté de l'École nationale de la France d'outre-mer (1958)

## Postes
- Sous les drapeaux (1958-60)
- Au ministère de la France d'Outre-mer en 1960.
- Ministère de la coopération en 1961.
- Administration centrale, affaires atomiques (1963-64).
- Deuxième secrétaire à Moscou (1964-66)
- Premier secrétaire au même poste (1966-67)
- Administration centrale (Amérique) (1968-69).
- Deuxième conseiller Sofia (septembre 1969).
- ambassadeur
  - en Libye (1985-1989),
  - au Maroc (1991-1993),
  - au Brésil (1993-1994),
  - en Algérie (1995-1997) ;

- ministre d'État de la principauté de Monaco (1997-2000).